# Run to the Hills
Singles de Iron Maiden
Purgatory
(1981) The Number of the Beast
(1982)
Singles de Iron Maiden
Running Free live
(1985) Wasted Years
(1986)
Singles de Iron Maiden
Out of the Silent Planet
(2000) Wildest Dreams
(2003)
Run to the Hills est une chanson du groupe britannique Iron Maiden, extrait de l'album The Number of the Beast sorti en 1982. Le titre a été écrit et composé par le bassiste et fondateur du groupe Steve Harris. Elle parle de la colonisation des Amériques par les occidentaux et les guerres contre les populations autochtones.
La chanson est sortie en single le 12 février 1982, en prélude à l'album. Il s'agit du premier single avec Bruce Dickinson aux chants. Sur la face B, une chanson s'intitulant Total Eclipse ne figure pas sur la version initiale de l'album, le groupe a estimé que la chanson était trop bonne pour ne pas l'inclure sur l'album, le titre apparaitra sur la réédition de The Number of the Beast sortie en 1998.
En 2008 elle apparait sur Liberty Rock Radio 97.8 du jeu vidéo Grand Theft Auto IV

## Autres sorties
En 1985, Run to the Hills a de nouveau été publié, comme 13e single mais en version live, extrait de l'album Live After Death.
En 2002, encore une fois publié et toujours en concert, extrait de l'album live Rock in Rio sorti en 2002 et enregistré le 19 janvier 2001.

## Récompenses et classements
La chanson fait partie du classement des 40 meilleures chansons de Metal selon VH1 (à la vingt-septième place).

## Composition du morceau
Ayant des problèmes avec un autre groupe dont il a fait partie, Bruce Dickinson n'a pas été crédité de l'album dont cette chanson fait partie. Cependant il déclare avoir apporté une "contribution morale" à Run to the Hills ainsi qu'à deux autres chansons de l'album, Children Of The Damned et The Prisoner. Il précise aussi que cette chanson a été par le documentaire montrant comment la chanson My Way de Frank Sinatra est devenue populaire.

## Composition du groupe
- Bruce Dickinson – chant
- Steve Harris – basse
- Dave Murray – guitare
- Adrian Smith – guitare
- Clive Burr – batterie

## Liste des morceaux
| 1. | Run to the Hills | Steve Harris                          | 3:51 |
| 2. | Total Eclipse    | Steve Harris, Dave Murray, Clive Burr | 4:24 |

| 1. | Run to the Hills | Steve Harris                          | 3:50 |
| 2. | Total Eclipse    | Steve Harris, Dave Murray, Clive Burr | 4:28 |